# Гурульба
Гурульба (рос. Гурульба) — село Іволгинського району, Бурятії Росії. Входить до складу Сільського поселення Гільбірінське.
Населення — 2707 осіб (2015 рік).